# 連續群體
連續群體或連續集體（英語：seriality）是一種社會結構，不同於一個團體。連續群體採用標籤的形式，這些標籤不是強加在人身上，就是由他們自願使用的。連續群體可以是「非約束的」或自我認同的，例如工人，愛國者或無政府主義者，也可以透權威人口普查和分類來「約束」和識別，例如亞裔美國人或圖西人。
本尼迪克特·安德森描述，將連續性視為一種政治權威潛在的權力攫取。當一個國家獲得權力時，他們可以將其公民連續化以識別他們。例如，強迫公民使用的姓氏或（近年來）國民身分證統一編號。
這個術語在性別研究中被採用。